# Bölestjärnen (Själevads socken, Ångermanland)
Bölestjärnen är en sjö i Örnsköldsviks kommun i Ångermanland och ingår i Moälvens huvudavrinningsområde. Sjöns area är 0,023 kvadratkilometer och den är belägen 66 meter över havet.